# Jean Baptiste Gridaine
Jean Baptiste Gridaine (ur. 1764, zm. 4 stycznia 1833 w Sztokholmie) – francuski ksiądz katolicki, wikariusz apostolski Szwecji w latach 1805–1833.
W 1805 r. został powołany przez papieża Piusa VII na urząd wikariusza apostolskiego dla katolików mieszkających w Szwecji. Przez kolejne blisko dwadzieścia lat był jedynym duchownym wyznania katolickiego działającym w tym skandynawskim państwie. Szczególnie interesował się losem ludzi ubogich. Sam przez kilka lat utrzymywał się wyłącznie z datków swoich parafian. Zmarł po krótkiej chorobie w 1833 r.